# 布朗斯敦 (印地安納州克勞福德縣)
布朗斯敦（英語：Brownstown）是位於美國印地安納州克勞福德縣的一個非建制地區。該地的面積和人口皆未知。

## 地理
布朗斯敦的座標為38°22′51″N 86°30′11″W / 38.38083°N 86.50306°W，而該地的平均海拔高度為194米（即636英尺）。